# Gerard Gumbau
Gerard Gumbau Garriga (* 18. Dezember 1994 in Campllong) ist ein spanischer Fußballspieler, der aktuell beim FC Granada unter Vertrag steht und an Rayo Vallecano ausgeliehen ist.

## Vereinskarriere
Gumbau startete seine Karriere bei der Jugendabteilung von FC Girona, wo er bis 2013 die Jugendmannschaften durchlief. In der Saison 2012/13 durfte er sein Debüt für die zweite Mannschaft vom FC Girona in der geben. In der darauffolgenden Saison war er fester Bestandteil der zweiten Mannschaft. Bis zu seinem Wechsel zum FC Barcelona, absolvierte er 32 Spiele und schoss 7 Tore für FC Girona B in der Liga.
Am 1. Juli 2014 unterzeichnete Gumbau einen Drei-Jahres-Vertrag beim FC Barcelona und durfte bei der 0:2-Niederlage am ersten Spieltag gegen CA Osasuna am 23. August 2014 sein Debüt für den FC Barcelona B geben. Sein erstes Tor konnte Gumbau am 7. September beim 4:1-Sieg gegen Real Saragossa erzielen, als er mit einem Kopfball zum 3:1-Zwischenstand traf.
Am 15. Januar 2015 lief Gumbau beim 4:0-Auswärtssieg gegen den FC Elche im Achtelfinal-Rückspiel der Copa del Rey erstmals für die erste Mannschaft auf. Am 20. September 2015 folgte sein Debüt in der Primera División, als er beim 4:1-Sieg gegen UD Levante in der 63. Spielminute für Sergio Busquets eingewechselt wurde. Im Dezember 2015 war Gumbau Teil des Kaders, der die FIFA-Klub-Weltmeisterschaft in Japan gewann; er selber blieb dabei allerdings ohne Einsatz.
Nach Ablauf seines Vertrages wechselte Gumbau zur Saison 2017/18 zum Ligakonkurrenten CD Leganés, bei dem er einen Vertrag mit einer Laufzeit von drei Jahren unterschrieb.  In seiner ersten Saison dort bestritt er 25 von 38 möglichen Ligaspielen, in denen er ein Tor schoss, sowie sechs Pokalspiele. In der nächsten Saison waren es 16 von 38 möglichen Ligaspielen mit wiederum einen Tor und vier Pokalspielen.
Mitte August 2019 wechselte er zurück zu seinem Jugendverein FC Girona, der zu dieser Saison in die Segunda División abgestiegen war. Gumbau verpflichtete sich dort für drei Jahre. Dort absolvierte er in seiner ersten Saison 41 von 46 möglichen Ligaspielen. Erneut schoss er ein Tor innerhalb der Saison. Dazu kamen drei Pokalspiele. In der Folgesaison waren es 42 von 46 Ligaspielen mit einem Tor und einem Pokalspiel. In der Saison 2021/22 bestritt er die ersten zwei von drei Ligaspielen.
Ende August 2021 schloss er sich mit einem Vertrag mit zweijähriger Laufzeit dem FC Elche in der Primera División an. In der Saison 2021/22 kam er hier auf 31 von 35 möglichen Ligaspielen und vier Pokalspielen. In der nächsten Saison waren es 35 von 38 möglichen Ligaspielen mit einem geschossenen Tor und drei Pokalspielen.
Ende Juli 2023 unterschrieb er nach Vertragsende einen neuen Vertrag beim Ligakonkurrenten FC Granada. Hier kam er auf 35 von 38 möglichen Ligaspielen und ein Pokalspiel. Mitte Juli 2024 wurde eine Ausleihe für die nächste Saison zum Rayo Vallecano vereinbart. Gumbau wurde bei 22 von 38 möglichen Ligaspielen und drei Pokalspielen eingesetzt. Mitte Juli 2025 folgte eine erneute Ausleihe für die Saison 2025/26.

## Titel und Erfolge
- Klub-Weltmeister: 2015 (mit dem FC Barcelona; ohne Einsatz)
- Spanischer Meister: 2016
- Spanischer Pokalsieger: 2015, 2016